# Diego Solier
Diego Solier Fernández (ur. 26 kwietnia 1980 w Walencji) – hiszpański polityk i inżynier, deputowany do Parlamentu Europejskiego X kadencji.

## Życiorys
Z wykształcenia inżynier systemów komputerowych, w 2003 został absolwentem Universidad Politécnica de Valencia. Na tej samej uczelni w 2016 ukończył studia podyplomowe MBA. Pracował jako administrator systemów komputerowych (m.in. w Dublinie). W latach 2012–2018 zatrudniony w oddziale The Walt Disney Company na Hiszpanię i Portugalię, w którym kierował działem IT. Później zajmował kierownicze stanowiska w dziale IT przedsiębiorstwa Attindas Hygiene Partners (zajmującego się produkcją i dystrybucją środków higieny osobistej).
W trakcie pandemii COVID-19 publikował treści krytykujące wprowadzane przez rząd ograniczenia. Rozpowszechniał również teorie antyszczepionkowe. W wyborach europejskich w 2024 kandydował z drugiego miejsce na liście ugrupowania Se Acabó La Fiesta zorganizowanego przez Alvise’a Péreza; sam nie prowadził zauważalnej kampanii wyborczej. W wyniku głosowania z czerwca tegoż roku uzyskał mandat posła do Parlamentu Europejskiego X kadencji.